# 히라오카 고타로
히라오카 고타로(일본어: 平岡浩太郎, 1851년 7월 21일 ~ 1906년 10월 24일)는 일본의 자유민권운동가로, 일본의 정치단체 겐요샤의 초대 회장이다.

## 같이 보기
- 흑룡회
- 현양사
- 우치다 료헤이
- 도야마 미쓰루
- 다나카 가케유키(일본어판)